# Jörg Jochen Berns
Jörg Jochen Berns (* 1. Juni 1938 in Frankfurt am Main) ist ein deutscher Literatur- und Medienhistoriker.

## Leben
Nach Besuch des Lessing-Gymnasiums in Frankfurt am Main studierte Berns von 1958 bis 1963 die Fächer Germanistik, Philosophie und Geschichte an der Goethe-Universität in Frankfurt, an der Universität Freiburg und an der Universität Marburg. 1964 wurde er mit einer Dissertation über Johann Beer zum Dr. phil. promoviert.
Von 1964 bis 1968 war er Habilitationsstipendiat der Deutschen Forschungsgemeinschaft, 1968/69 war er Assistent und von 1970 bis 1972 Akademischer Rat bei Josef Kunz am Institut für Neuere Deutsche Literatur der Universität Marburg. 1972 folgte die Habilitation mit einer Arbeit über Leben und Werk von Justus Georg Schottelius. Im gleichen Jahr wurde er zum Universitätsprofessor am Institut für Neuere deutsche Literatur und Medien der Universität Marburg ernannt. Von Oktober 1987 bis September 1988 nahm er eine Gastprofessur an der Universitá degli Studi di Trento wahr. Seit 2001 ist Berns pensioniert. 2017 war er Aby-Warburg-Stiftungsprofessor an der Universität Hamburg.
Berns’ Forschungsschwerpunkte sind Wissenschaftsgeschichte der Germanistik, Höfische Kultur der Frühen Neuzeit, Geschichte der Mnemonik von der Antike bis ins 18. Jahrhundert, Mythographie in Deutschland (15. bis 18. Jahrhundert) sowie der deutsche Bilderstreit und Bildersturm im 16. Jahrhundert.

## Ausstellungen
- 2010/2017 Deutsches Technikmuseum Berlin: Übereignung und Ausstellung von ca. 350 Spielzeugrobotern, kuratiert von Justine Czerniak
- 2010 "Plastikstrand". Ausstellung von Skulpturen und Fotos, gemeinsam mit Edgar Zieser in der Galerie "Klosterpresse" in Frankfurt am Main.
- 2007 "Die Roboter kommen". Ausstellung mit Katalog, kuratiert von Bodo Baumunk; darin Abteilung "Spielzeugroboter", im Museum für Kommunikation in Berlin.
- 1996 "ErdenGötter. Fürst und Hofstaat im Spiegel von Marburger Bibliotheks- und Archivbeständen". Ausstellung mit Katalog; gemeinsam kuratiert mit Frank Druffner, Ulrich Schütte und Brigitte Walbe, im Universitätsmuseum Marburg.
- 1993 "Erzählte Welt. Frühneuzeitliche Erzählliteratur aus den Beständen der Universität Marburg". Ausstellung mit Katalog,  gemeinsam kuratiert mit Ina Timmermann, in der Universitätsbibliothek Marburg.
- 1979 "Sammler, Fürst, Gelehrter: Herzog August zu Braunschweig und Lünebung 1579 bis 1666". Ausstellung mit Katalog, kuratiert von Paul Raabe, darin "Dritter Hauptteil: Frömmigkeit und kirchliche Tradition" von J.J. Berns, in der Herzog August Bibliothek in Wolfenbüttel.
- 1976 "Justus Georg Schottelius (1612 bis 1676). Ein Teutscher Gelehrter am Wolfenbütteler Hof", Ausstellung mit Katalog, in der Herzog August Bibliothek in Wolfenbüttel.

## Schriften

### Bücher (Auswahl)
- (Hrsg. mit Thomas Rahn): Projektierte Himmel. Wiesbaden, Wolfenbüttel 2019.
- (Hrsg.): Von Strittigkeit der Bilder. Texte des deutschen Bildstreits im 16. Jahrhundert. 2 Bde. (= Frühe Neuzeit, Bd. 184). Berlin, Boston: de Gruyter, 2014; 3. Band. 2023.
- Die Jagd auf die Nymphe Echo. Zur Technisierung der Wahrnehmung in der Frühen Neuzeit. (= Presse und Geschichte - Neue Beiträge, Bd. 53). Bremen: edition lumière 2011.
- Himmelsmaschinen / Höllenmaschinen. Zur Technologie der Ewigkeit. Berlin: Semele Verlag 2007.
- (Hrsg. unter Mitarbeit von R.G. Czapla und St. Arend): Gedächtnislehren und Gedächtniskünste in Antike und Frühmittelalter. (= Documenta Mnemonica, Bd.I,1). Tübingen: Niemeyer Verlag 2003
- Film vor dem Film. Bewegende und bewegliche Bilder als Mittel der Imaginationssteuerung in Mittelalter und Früher Neuzeit. Marburg: Jonas Verlag 2000.
- (Hrsg. mit Wolfgang Neuber): Seelenmaschinen. Gattungstraditionen, Funktionen und Leistungsgrenzen der Mnemotechniken vom späten Mittelalter bis zum Beginn der Moderne. Wien: Böhlau Verlag 2000.
- Die Herkunft des Automobils aus Himmelstrionfo und Höllenmaschine. (=Kleine kunstwissenschaftliche Bibliothek, Bd. 54). Berlin: Wagenbach Verlag 1996.
- (Hrsg.): Marburg-Bilder. Zeugnisse aus fünf Jahrhunderten. 2 Bände. (= Marburger Stadtschriften zur Geschichte und Kultur, Bd. 52/53). Marburg 1995/96.
- (Hrsg. mit Thomas Rahn): Zeremoniell als höfische Ästhetik. (= Frühe Neuzeit, Bd. 25). Tübingen: Niemeyer Verlag 1995.
- (Hrsg. mit Detlef Ignasiak): Frühneuzeitliche Hofkultur in Hessen und Thüringen. (= Jenaer Studien, Bd. 1). Erlangen und Jena 1993.
- (Hrsg.) Germanistik und Deutsche Nation 1806-1848. Zur Konstitution bürgerlichen Bewußtseins. Stuttgart: Metzler Verlag, 1974.

### Aufsätze (Auswahl)
- Der malende Teufel. Zum ästhetischen Potential des ‚mille artifex‘ in der Frühen Neuzeit. In: Vorträge aus dem Warburg-Haus, Bd. 14. Berlin/Boston: de Gruyter Verlag, 2020. S. 43–68; 153–158.
- Artikel ‘Mythos / Mythologie‘. In: DER NEUE PAULY Supplemente Bd. 9, Renaissance-Humanismus. Lexikon zur Antikerezeption, hrsg. v. Manfred Landfester. Stuttgart / Weimar: Metzler, 2014, Sp. 657–669.
- ‘Parteylichkeit‘ and the Periodical Press. In: Kathrin Murphy and Anita Traninger (Hrsg.): The Emergence of Impartiality. Leiden / Boston: Brill, 2014, S. 87–139.
- Der Heilige der Imagination. Antonius Abbas und seine Entdeckung durch die Maler des 15. bis 17. Jahrhunderts. In: Archäologie der Phantasie, Vom 'Imaginationsraum Südtirol' zur longue durée einer 'Kultur der Phantasmen' und ihrer Wiederkehr in der Kunst der Gegenwart. Hrsg. v. Elmar Locher und Hans Jürgen Scheuer. (essay & poesie, Bd. 26) Bozen 2012. S. 249–275 u. 349–353.
- Technomonster. In: Monster. Zur ästhetischen Verfassung eines Grenzbewohners. Hrsg. v. Roland Borgards, Christiane Holm und Günter Oesterle. (Stiftung für Romantikforschung, Bd. XLVIII). Würzburg 2010. S. 77–102.
- Bildterror. Wirkungsintentionen und Wirksamkeitsgrenzen von Schreckbildern, insbesondere in der Frühen Neuzeit. In: Barbara Stollberg-Rilinger / Thomas Weissbrich (Hrsg.): Die Bildlichkeit symbolischer Akte. (Symbolische Kommunikation und gesellschaftliche Wertesysteme. Schriftenreihe des SFB 496) Münster 2010. S. 127–153.
- Mythographie und Mythenkritik in der Frühen Neuzeit. Unter besonderer Berücksichtigung des deutschsprachigen Raumes. In: Herbert Jaumann (Hrsg.): Diskurse der Gelehrtenkultur in der Frühen Neuzeit. Ein Handbuch. Berlin / New York 2010 (2011), S. 85–155.
- Bildenzyklopädistik 1550 - 1650. In: Martin Schierbaum (Hrsg.): Enzyklopädistik 1550 – 1650. Typen und Transformationen von Wissensspeichern und Medialisierungen des Wissens. (Pluralisierung & Autorität, Bd. 18) Münster 2009. S. 41–78.
- Kompilation und Kombinatorik. Zusammenhänge und Grenzen von Harsdörffers naturwissenschaftlichen und ästhetischen Interessen. In: Hans-Joachim Jakob / Hermann Korte (Hrsg.): Harsdörffer-Studien. Mit einer Bibliografie der Forschungsliteratur von 1847 bis 2005 (Bibliographien zur Literatur- und Mediengeschichte, Bd. 10). Frankfurt a. M. u. a.: Peter Lang, 2006. S. 55–83.
- Instrumenteller Klang und herrscherliche Hallkunst in der Frühen Neuzeit. Zur akustischen Setzung fürstlicher potestas-Ansprüche in zeremoniellem Rahmen. In: Instrumente in Kunst und Wissenschaft - Zur Architektonik kultureller Grenzen im 17. Jahrhundert. Hrsg. v. Helmar Schramm, Ludger Schwarte u. Jan Lazardzig (Theatrum Scientiarum II). Berlin 2006. S. 531–559.
- Harsdörffers Technikandacht. Zum Zusammenhang von Naturwissenschaft, Erbauung und Poesie in den 'Sonntagsandachten' und 'Erquickstunden'. In: Georg Philipp Harsdörffer und die Künste. Hrsg. v. Doris Gerstl. Nürnberg 2005. S. 21–37.
- Sakralautomaten. Automatisierungstendenzen in der mittelalterlichen und frühneuzeitlichen Frömmigkeitskultur. In: AUTOMATEN in Kunst und Literatur des Mittelalters und der Frühen Neuzeit. Hrsg. v. Klaus Grubmüller und Markus Stock. Wiesbaden 2003 (Wolfenbütteler Mittelalter-Studien, Bd. 17). S. 197–222.
- Aquila biceps. Die mnemonische Belastbarkeit der Reichsadlers und das Problem der Schemaüberblendung. In: Berns/Neuber (Hrsg.): Seelenmaschinen, 2000.(wie oben) S. 407–462.
- Johann Beer, der Satiriker. In: JOHANN BEER. 1655 – 1700. HOFMUSIKER. SATIRIKER. ANONYMUS. Eine Karriere zwischen Bürgertum und Hof. Hrsg. v. Andreas Brandtner und Wolfgang Neuber. Wien: Turia + Kant, 2000. S. 177–202.
- Höllenmeditation. Zur meditativen Funktion und mnemotechnischen Struktur barocker Höllenpoesie. In: Meditation und Erinnerung in der Frühen Neuzeit. Hrsg.v. Gerhard Kurz. Göttingen: Vandenhoeck & Ruprecht, 2000 (Formen der Erinnerung, Bd. 2). S. 141–174.
- Baumsprache und Sprachbaum. Baumikonographie als topologischer Komplex zwischen 13. und 17. Jahrhundert. In: Genealogie als Denkform in Mittelalter und Früher Neuzeit. Hrsg. v. Kilian Heck und Bernhard Jahn. Tübingen: Max Niemeyer, 2000 (Studien u. Texte z. Sozialgesch. d. Literatur, Bd. 80). S. 155–176 u. 230–246.
- Studien zu den Willenhag-Romanen Johann Beers. (= Marburger Beiträge zur Germanistik, Bd. 9). Marburg: Elwert Verlag, 1965 (zugleich phil. Diss. 1964).